# Post mr-a/26
Der Schnellzug-Bahnpostwagen Post mr-a/26 ist ein vierachsiger Bahnpostwagen der Deutschen Bundespost. Er stammt aus der Baureihe 1967 und wurde von Linke-Hofmann-Busch hergestellt.

## Aufbau

### Konstruktionsbestandteile des Wagenkastens
Der Bahnpostwagen besteht, äußerlich gesehen, aus dem Laufwerk und dem Wagenkasten, der wiederum aus dem Untergestell, den Stirn- und Seitenwänden und dem Wagendach zusammengesetzt ist. Ab Baureihe 1967 ist die Kopfpartie an beiden Enden des Untergestells für den späteren Einbau einer Mittelpufferkupplung und für die daraus sich ergebende zentrale Einleitung der Druckkräfte vorbereitet.
Der gesamte Wagenkasten ist, der Stahlleichtbauart entsprechend, in Schalenbauweise ausgeführt, indem die Säulen des Kastengerippes, die Seitenwandblechung und das Dach fest miteinander verbunden werden und gemeinsam mit dem Untergestell eine tragende Einheit bilden.
Das Wageninnere ist mit Holz- oder Kunststoffplatten ausgekleidet. Der Fußboden besteht im Brief- und Aussackraum aus 10 mm dicken Sperrholzplatten, im Packraum aus sehr widerstandsfähigen 25 mm dicken Pitchpine-Brettern. Die begehbaren Bodenflächen im Brief- und Aussackraum sind mit 15 mm dickem Haarfilz und 3,2 mm dickem Linoleum belegt, um für das Fahrpersonal eine vibrationsfreie Standfläche zu schaffen.

### Türen
Der Wagen besitzt an den Außenwänden sechs Lade- und zwei Einsteigetüren, die sämtlich aus Leichtmetall gefertigt und als Schiebetüren mit innenliegender Türtasche ausgeführt sind. Das Ladetürpaar zwischen Aussackraum und Packraum ist zweiflügelig mit 2000 mm lichtem Durchgang, weil an diesen Türen die Hauptmenge der Sendungen ein- und ausgeladen wird. Die übrigen Türen sind einteilig. Die Türhälften der zweiteiligen Schiebetüren können wahlweise auch einzeln geöffnet werden. Alle Ladetürschlösser sind von innen durch einen Drehflügel verriegelbar. Als zweite Sicherung dient ein Türüberleger, der so ausgebildet ist, dass Fehlverriegelungen, die ein Aussperren der Bahnpostfahrer verursachen könnten, vermieden werden.
Alle Ladeschiebetüren sind gegen das Zurollen bei Pufferstößen durch eine Bremseinrichtung so gesichert, dass eine lichte Türöffnung von 300 mm erhalten bleibt, um Unfälle durch das Einquetschen von Körperteilen zu verhindern. Durch Drücken des Schlossgriffes in Schließrichtung wird die Bremseinrichtung außer Eingriff gebracht und die Tür kann geschlossen werden. Die Einsteigetüren am Vorraum sind durch eine elektrische Alarmanlage gegen das unbemerkte Öffnen durch Unbefugte geschützt.
Beide Wagenenden sind mit einer Übergangseinrichtung ausgerüstet, um auch während der Fahrt in den benachbarten Bahnpostwagen gelangen zu können, wenn der Wagen in einem Postzug läuft oder in einem Reisezug noch ein zweiter Bahnpostwagen eingesetzt ist.

### Fenster
Die Fenster im Briefraum und ein Fenster im Aussackraum sind als Übersetzfenster ausgebildet. Die oberen Hälften dieser Fenster lassen sich in vier Öffnungsstellungen einrasten. In geschlossener Stellung sichern die Fensterschlösser das Fenster gegen Öffnen von außen. In den vier mittleren, dem Aussackraum benachbarten Ladetüren sind die Fenster als „Notausstiege“ ausgebildet. Falls sich bei einem schweren Zugunglück die Türen nicht öffnen lassen, kann man durch einen Reißdraht den Fensterhaltegummi durchtrennen und dann den geteilten inneren Fensterrahmen einschließlich der Scheibe nach außen werfen. So entsteht eine große Ausstiegöffnung, durch die gegebenenfalls auch verletzte Personen schnell gerettet werden können.

### Inneneinrichtung
In einem Bahnpostwagen der Gattung a sind als Arbeitsräume ein Briefraum, ein Aussackraum und ein Packraum untergebracht. Die notwendigen Einrichtungen für den persönlichen Bedarf der Wagenbesatzung, Kleiderschrank, Waschgelegenheit und eine Zugtoilette, befinden sich im Vorraum am Wagenende des Briefraums, auch Handbremsende genannt, weil sich in ihm das Handrad für die Betätigung der Handbremse befindet.
Im Briefraum sind an den Seitenwänden und an der Stirnwand Arbeitstische (750 mm tief, 833 mm über Fußboden) und auf ihnen Briefverteilfachwerke mit sechs bzw. sieben übereinanderliegenden Fachreihen angeordnet. In den oberen, über Augenhöhe liegenden Fachreihen bestehen die Böden aus kräftigen Klarglasplatten, damit die restlose Leerung der Fächer leichter überprüft werden kann. Links am Stirnwandfachwerk ist ein schwenkbares Fachwerk befestigt, das unter beliebigem Winkel festgestellt werden kann. Dadurch bleibt der Durchgang zum Vorraum frei passierbar. In die Fachwerke an den Seitenwänden ist auf jede Seite ein Briefkasten eingefügt, der von außen durch einen Einwurfschlitz mit Verschlussklappe zu beschicken ist. Vorn an den Sortiertischen lassen sich an beliebiger Stelle Briefablagekästen einhängen, in denen die noch nicht verteilten Briefe griffbereit liegen. In den Bahnpostwagen der Gattung ap sind die Brieffachwerke klappbar ausgeführt.
Unterhalb des Tisches an der Nachweisstelle befindet sich der Briefkorbschrank mit Fächern für die Unterbringung von sechs Briefkörben aus Drahtgeflecht. Durch Einsetzen bzw. Einhängen von losen Verteilfachwerken und einteiligen Beutelspannen vor bestimmten Fenstern sowie mittels Klapptischen vor den Ladetüren können im Briefraum zusätzliche Arbeitsmöglichkeiten geschaffen werden.